# 蚌蛙蛭
蚌蛙蛭（学名：Batracobdella kasmiana）为舌蛭科蛙蛭属的动物，俗名蚌蛭、喀什米亚拟扁蛭、喀什米吻蛭。分布于日本、台湾岛以及中国大陆的山东、河南、河北、江苏、浙江、福建、广东、广西、湖南、湖北、江西、贵州、四川、云南等地，可营寄生生活，生活于池沼、河川的石块或水草上，但通常寄生在背角无齿蚌以及圆顶珠蚌等的外套腔内。该物种的模式产地在日本。